# زجاج مرصص

عدسة أكروماتية تجمع بين الزجاج الرفيع والزجاج المرصص.

الزجاج المُرّصَص أو الزجاج الصوان (بالإنجليزية: Flint glass)‏، هو زجاج ضوئي يحتوي على معامل انكسار مرتفع نسبياً ومعامل آبي منخفض. تُعرَّف الزجاج المُرّصَص على أنها تحتوي على معامل آبي يتراوح بين 50 و 55 أو أقل. وهو زجاج يحتوي نسبة عالية من أكسيد الرصاص. يحتوي الزجاج المرصص المعروفة حاليًا على مؤشرات انكسارية تتراوح بين 1.45 و 2.00. وتقترن العدسة المقعرة من الزجاج المرصص بشكل شائع مع العدسة المحدبة من الزجاج الرفيع لإنتاج عدسة مزدوجة الضعف بسبب خواصها البصرية التعويضية، مما يقلل من انحرافها اللوني.